# Anna Gainey
Pour les articles homonymes, voir Gainey.
Anna Gainey, née le 13 décembre 1978 à Montréal, est une conseillère politique, directrice générale et femme politique canadienne, élue députée libérale à la Chambre des communes lors des élections partielles du 19 juin 2023.
Elle est présidente du Parti libéral du Canada de 2014 à 2018.

## Biographie

### Études
Née le 13 décembre 1978 à Montréal, elle est la fille de Bob Gainey, capitaine du Canadiens de Montréal de 1981 à 1989 et directeur-gérant de l'équipe de 2003 à 2010, et la sœur de Steve Gainey, joueur professionnel de hockey sur glace.
Anna Gainey détient un baccalauréat en sciences politiques et études sur le Moyen-Orient de l'Université McGill et d'une maîtrise en relations internationales de la London School of Economics.

### Carrière politique
Du 22 février 2014 au 21 avril 2018, elle est présidente du Parti libéral du Canada. Par la suite, elle est la directrice générale de Canada 2020, l'un des principaux groupes de réflexion progressistes au Canada. Elle est aussi directrice générale de la Fondation Gainey, une organisation de bienfaisance qui soutient des programmes d’éducation environnementale et artistique auprès des jeunes.
Après la démission du député Marc Garneau, elle remporte le 15 mai 2023 l'investiture libérale en vue de l'élection partielle du 19 juin 2023 dans la circonscription de Notre-Dame-de-Grâce—Westmount. Le jour de l'élection, elle obtient plus de 50 % des voix et est élue députée de la circonscription à la Chambre des communes.

## Vie privée
Anna Gainey est mariée à Tom Pitfield et mère de trois enfants.